# Knack (revista)
Knack es una revista semanal belga (flamenca) que incluye noticias locales, políticas, deportes, negocios, ofertas de trabajo y acontecimientos comunitarios. Knack fue fundada el 1971 como la primera revista de noticias flamencas del país. La revista fue modelada como  las revistas Time, Newsweek, Der Spiegel y L'Express. Knack tiene una línea política liberal de izquierdas. El propietario de la revista es Roularta Media Group.Se publica semanalmente los miércoles y su sede se encuentra en Bruselas. Es la equivalencia flamenca de la revista francesa Le Vif / L'Express que también pertenece a Roularta Media Group. Knack tiene varios suplementos, Knack Weekend , Focus Knack y Mondiaal Nieuws, una revista mensual alternativa. En 2010 Knack empezó a ofrecer T'chin, un suplemento de salud La revista tuvo una distribución de 112.928 ejemplares el 2010 y de 110.423 copias el 2011.